# Plešivec, Kotmara vas
Plešivec (nemško Plöschenberg) je naselje v Občini Kotmara vas v Okraju Celovec-dežela na Koroškem v Avstriji.